# 白腰朱顶雀
白腰朱顶雀（学名：Acanthis flammea）为雀科朱頂雀屬的鸟类，又稱普通朱頂雀、朱頂雀，俗名(贝宁)点红、苏雀。分布于近北极地区，包括北欧至加拿大、俄罗斯、日本、朝鲜半岛及中国大陆的东北、宁夏、新疆、华北、华东等地。常见于溪边丛生柳林、沼泽化的多草疏林和栎、榆等幼林中，也见于各种乔木杂林和林缘的农田及果园中。该物种的模式产地在瑞典。

## 分類
白腰朱頂雀於1758年被卡爾·林奈在他的《自然系統》自然系統第十版中列為Fringilla flammea。目前的屬名Acanthis來自古希臘語akanthis，指的是一種現已無法辨認的小鳥，而flammea在拉丁語中意為「火焰色」。
白腰朱頂雀之前曾被歸入金絲雀屬（Carduelis）。分子系統發生學研究顯示，極北朱頂雀和白腰朱頂雀形成了一個獨特的進化譜系，因此這兩個物種被歸入重建的朱頂雀屬（Acanthis）。

### 亞種
指名亞種A. f. flammea，即麥朱頂雀，在北美洲北部和古北界地區繁殖。還有一個在冰島繁殖的亞種，稱為冰島朱頂雀（A. f. islandica），以及一個在格陵蘭和巴芬島繁殖的亞種，稱為格陵蘭朱頂雀（A. f. rostrata）。許多分類學權威將小朱頂雀視為白腰朱頂雀的亞種。冰島和格陵蘭的兩種形式有時被稱為「西北朱頂雀」。所有亞種都會遷徙到加拿大、北美北部或歐亞大陸。這些鳥類對寒冷溫度有極強的耐受力，冬季的活動主要取決於食物的可得性。islandica亞種有兩個不同的族群（一個較淺，一個較深），其關係尚未解決。
- 白腰朱顶雀指名亚种（学名：Acanthis flammea flammea）。分布于美洲至英国、北欧、俄罗斯、日本、朝鲜半岛及中国大陆的内蒙古、黑龙江、吉林、辽宁、河北、山东、沙威山岛、甘肃等地。该物种的模式产地在瑞典。[11]

## 描述
白腰朱頂雀是一種小型棕灰色雀鳥，身上有深色條紋，額頭有亮紅色斑點。牠有一個黑色的喉部和兩條淺色的翼斑。雄性常常胸部泛紅。它比極北朱頂雀更小、更棕色，條紋更多。成鳥身長介於11.5和14（4.5和5.5英寸），重12和16克（0.42和0.56盎司），翼展範圍在7.5至8.7英寸（19-22厘米）之間。其臀部有條紋，並且在下腹部有一條寬闊的深棕色條紋。腿為棕色，喙為帶暗尖的淡黃色，眼虹膜為深棕色。

## 相似物種
麥朱頂雀比小朱頂雀體型更大且顏色更淺，兩者經常混合在一起，但似乎沒有顯著的雜交，儘管其共域的時間太短，無法得出確定結論。雄性麥朱頂雀比體型相似的極北朱頂雀顏色更深，但雌鳥則幾乎無法區分。

## 行為
白腰朱頂雀的分佈範圍涵蓋北歐、北亞到北美洲、格陵蘭和冰島。它是一種部分遷徙的鳥類，秋季晚期向南遷徙，並在3月和4月再次向北遷移。其典型棲地是針葉林，包括松樹、雲杉和落葉松林。牠主要以種子為食，尤其是冬季時以樺木和赤楊的種子為主。
白腰朱頂雀的巢築在樹或灌木的低處，外層由細樹枝構成，中層由根纖維、杜松樹皮碎片和地衣構成，內層則由羽毛、柳芽和馴鹿毛構成。雌鳥會產下三至七顆斑點蛋，並進行孵卵。大約11天後孵化，雛鳥在約13天後離巢。

## 圖庫

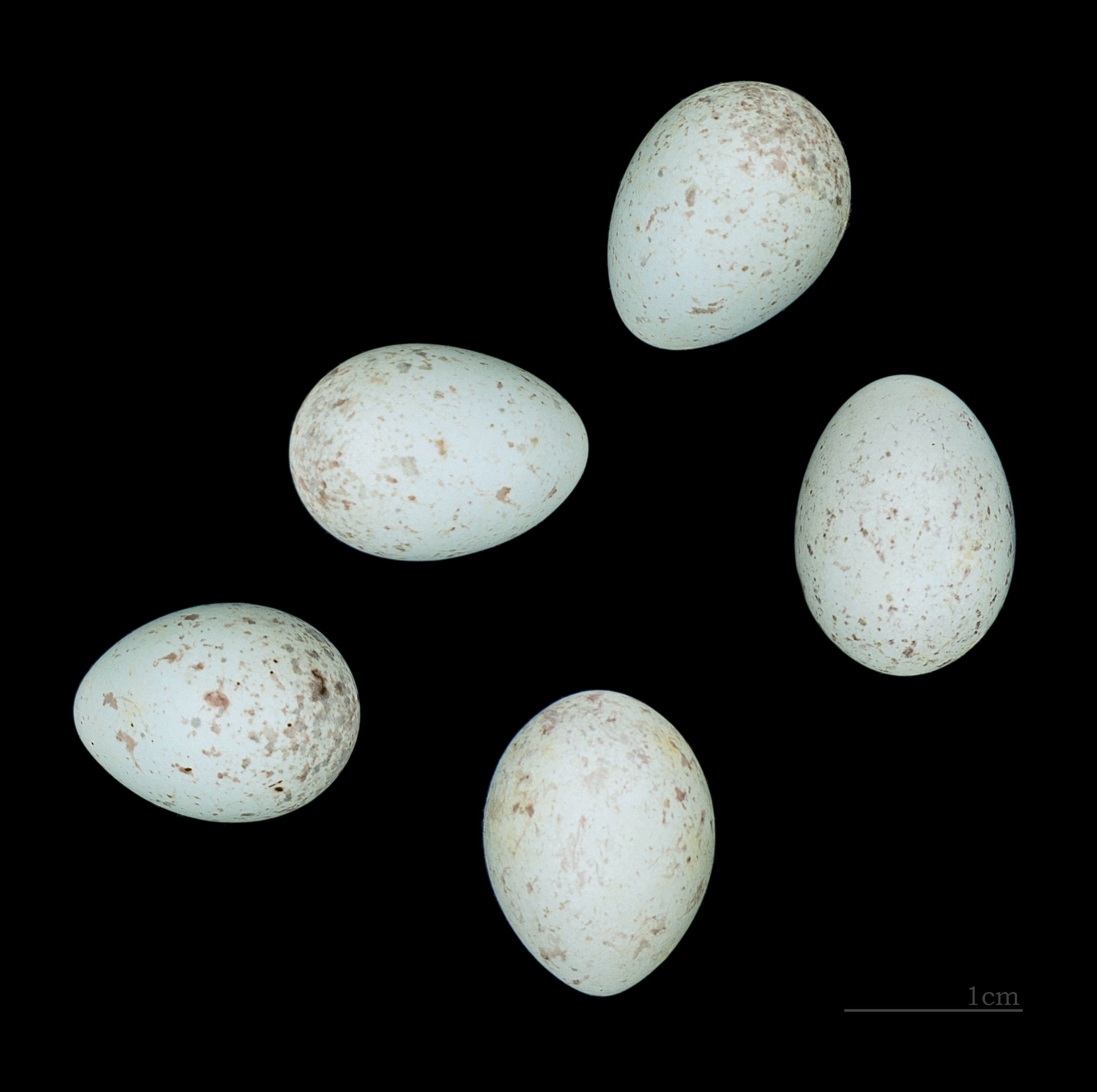
Acanthis flammea flammea
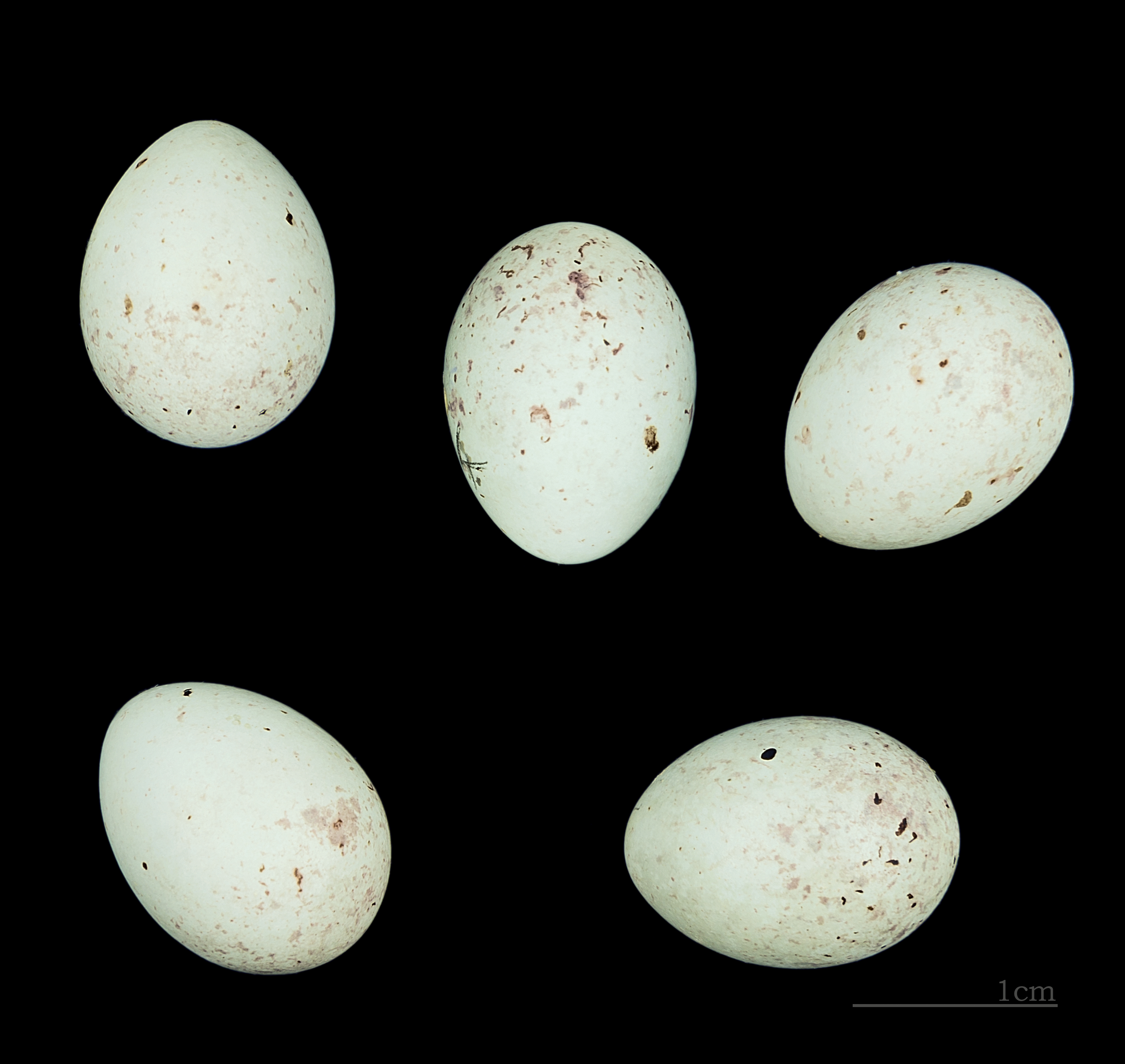
Acanthis flammea cabaret
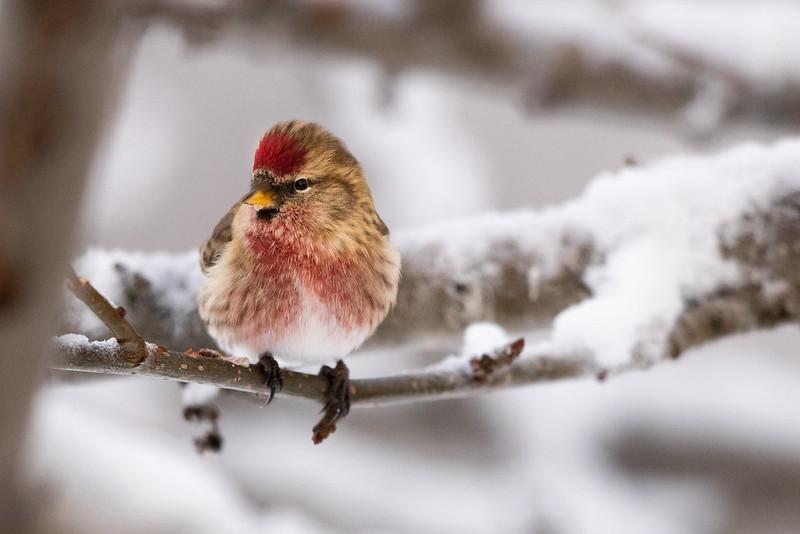
冬天棲息在樹枝上，基奈國家野生動物保護區，阿拉斯加